# Saint-Lézer
Saint-Lézer är en kommun i departementet Hautes-Pyrénées i regionen Occitanien i sydvästra Frankrike. Kommunen ligger i kantonen Vic-en-Bigorre som tillhör arrondissementet Tarbes. År 2022 hade Saint-Lézer 434 invånare.

## Befolkningsutveckling
Antalet invånare i kommunen Saint-Lézer
| Referens: INSEE |